# Outback (filme)
Outback: Uma Galera Animal (em coreano: 코알라 키드: 영웅의 탄생; / transliterado: koalla kideu: yeong-ung-ui tansaeng) (também conhecido como "Outback" ou "Koala Kid") é filme de animação é um filme de animação sul-coreano-americano lançado em 2012 e dirigido por Kyung Ho Lee com as vozes de Lee SoonKyu, Lee TaeMin, Rob Schneider, Charlie Bewley, Alan Cumming, Tim Curry, Bret McKenzie e Chris Edgerly. 

## Sinopse
Cansado de ser preterido pelos demais animais devido à sua cor, o coala branco Johnny resolve deixar a floresta. Ele acaba indo parar em um circo de horrores, onde se torna uma das principais atrações. O sucesso logo sobe à cabeça de Johnny, que sente bastante quando uma nova atração chega ao circo ao lado. Após perder seu show, ele parte para o deserto ao lado dos companheiros Hamish o demônio-da-tasmânia e Higgens um macaco-aranha fotógrafo. Em um vale, o trio encontra um grupo de animais que enfrenta o temível crocodilo Bog e seus capangas. Johnny acaba salvando-os em um dos ataques, o que logo o torna um herói local. Empolgado com a volta do sucesso, ele logo se autointitula como Supercoala.

## Elenco
- Charlie Bewley como Loki
- Alan Cumming como Bog
- Tim Curry como Blacktooth
- Chris Edgerly como Boris
- Eric Lopez como The Wild Bushman / Bill / Merlin
- Norm MacDonald como Quint
- Bret McKenzie como Hamish
- Nolan North como Hex
- Phil Proctor como Lug
- Jenni Pulos como Charlotte
- Neil Ross como Monty
- Rob Schneider como Johnny
- Yvonne Strahovski como Miranda
- Fred Tatasciore como Cutter
- Frank Welker como Higgens / Bull